# Guion, Arkansas
Guion, Arkansas (енгл. Guion) град је у америчкој савезној држави Арканзас.

## Демографија
По попису из 2010. године број становника је 86, што је 4 (-4,4%) становника мање него 2000. године.
| Група             | 2000.      | 2010.      |
| Белци             | 80 (88,9%) | 74 (86,0%) |
| Афроамериканци    | 9 (10,0%)  | 0 (0,0%)   |
| Азијати           | 0 (0,0%)   | 0 (0,0%)   |
| Хиспаноамериканци | 0 (0,0%)   | 10 (11,6%) |
| Укупно            | 90         | 86         |